# Le Chat (bande dessinée)
 (juillet 2019).
Si vous disposez d'ouvrages ou d'articles de référence ou si vous connaissez des sites web de qualité traitant du thème abordé ici, merci de compléter l'article en donnant les références utiles à sa vérifiabilité et en les liant à la section « Notes et références ».
Pour les articles homonymes, voir Le Chat.
Le Chat est une série de dessins humoristiques de presse et de bandes dessinées créée par Philippe Geluck le 22 mars 1983 dans un supplément du journal belge Le Soir qui met en scène le héros éponyme dans de nombreux gags. Vingt-quatre albums et six best-of sont sortis depuis sa création.

## Historique

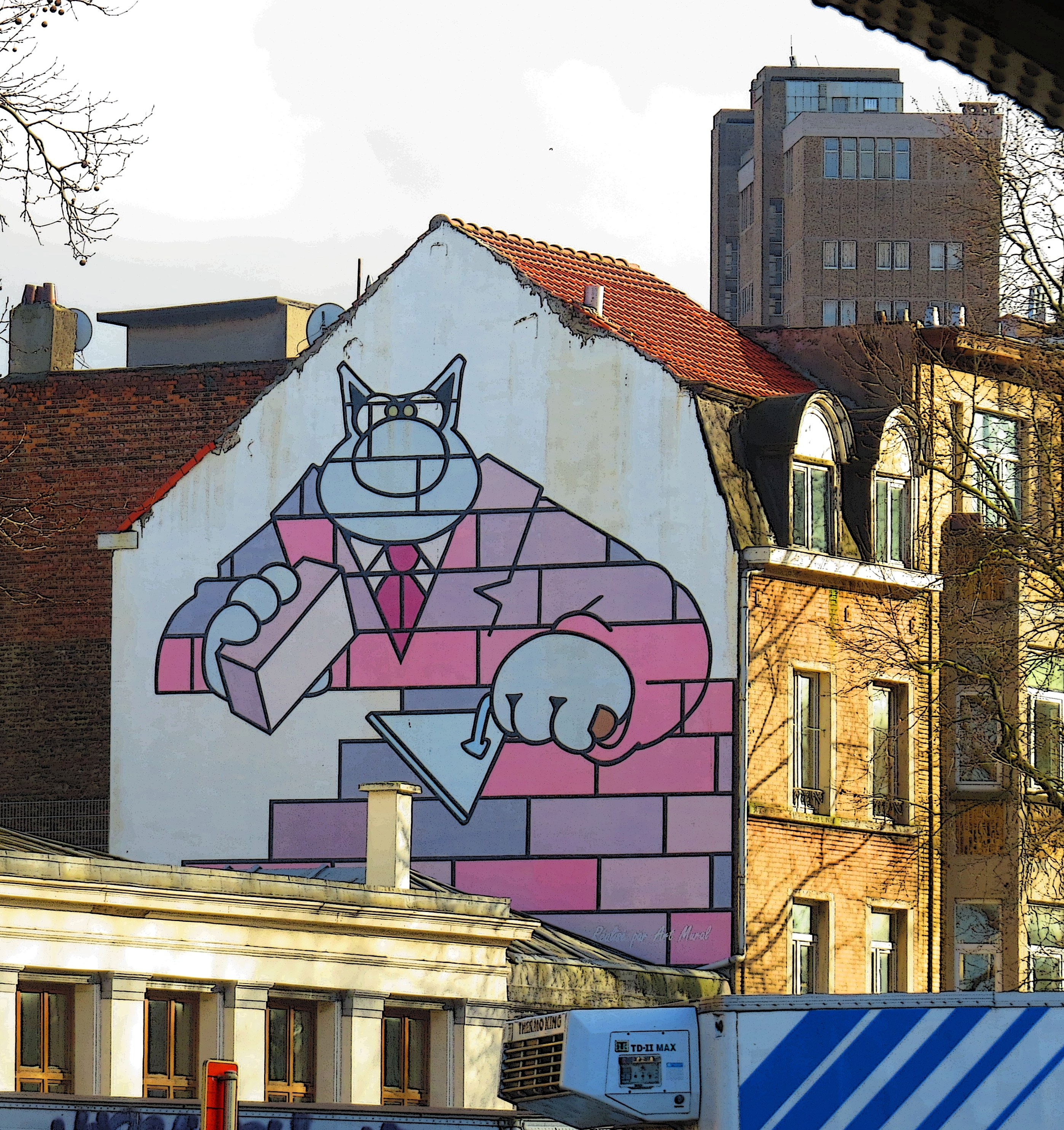
Le personnage du « Chat » sur une peinture murale, Boulevard du Midi, à Bruxelles, en Belgique.

En 1983, Philippe Geluck, dessinateur de profession, est contacté par le journaliste Luc Honorez pour créer un héros dessiné qui devra complémenter le quotidien belge Le Soir de courts « strips » humoristiques. Et c'est le 22 mars 1983 que Le Chat fait sa première apparition dans le journal belge. Très vite, il devient la mascotte du journal. Philippe Geluck rappelle l'inspiration de son personnage : « Un jour, sur la couverture du carton de remerciements de mon mariage, j’ai dessiné une Madame Chat tout sourire, et à l’intérieur, on voyait Monsieur Chat qui était monté dessus ! C’est comme ça que tout a commencé ! Plus tard quand « Le Soir » m’a demandé d’inventer un personnage, je me suis souvenu du carton. La bestiole est devenue mon interprète, comme un acteur pour qui j’écris des sketches ! En fait, c’est un autre moi-même. À travers lui, je me libère. Je joue parfois avec le feu, mais c’est le rôle de l’humoriste ! »
En 1985, Jean-Paul Mougin, rédacteur en chef du magazine de bande dessinée (À suivre), commande à Geluck cinq pages qu'il voudrait en couleurs. Pour ce faire, il demande à la coloriste Françoise Procureur de colorier Le Chat, ce qu'elle accepte en permettant ainsi à Geluck de publier ses dessins aux côtés des pages de Schuiten, Pratt et Manara. Toujours en 1985, Geluck propose à Casterman de publier en album ses meilleurs dessins, mais l’éditeur refuse, doutant qu’un recueil de cartoons rassemblés rencontre le moindre succès en librairie. Un an plus tard, Geluck récidive, Casterman revient sur sa décision et édite, en octobre 1986, le premier album du Chat. Le succès est immédiat en Belgique (trois ruptures de stock successives), un peu plus confidentiel en France.
En début de décennie 1990, l'auteur contacte Serge Dehaes pour lui proposer de devenir son coloriste attitré (poste qui tournait auparavant), ce qu'il accepte lui aussi. En 1998, Serge Dehaes propose à Geluck de réfléchir ensemble à une série pour enfants dont le héros serait le fils du Chat, déjà apparu plusieurs fois dans les dessins de ce dernier. Les deux hommes réalisent un album à quatre mains intitulé Le Portrait de papa, 1er tome de la série Le Fils du Chat, qui sera suivi de huit autres titres.
Depuis le 29 août 2011, les histoires du Chat sont déclinées en petites capsules vidéo appelées « La Minute du Chat » sur la RTBF avant le JT de 19h30, et le 5 septembre sur France 2 avant le JT de 20h. Elles mélangent animation 2D, animation 3D et stop-motion. Le Chat est doublé par Jean-Yves Lafesse.
Vingt sculptures en bronze à l'effigie du Chat sont exposées sur les Champs Élysées de mars à juin 2021.

## Personnages

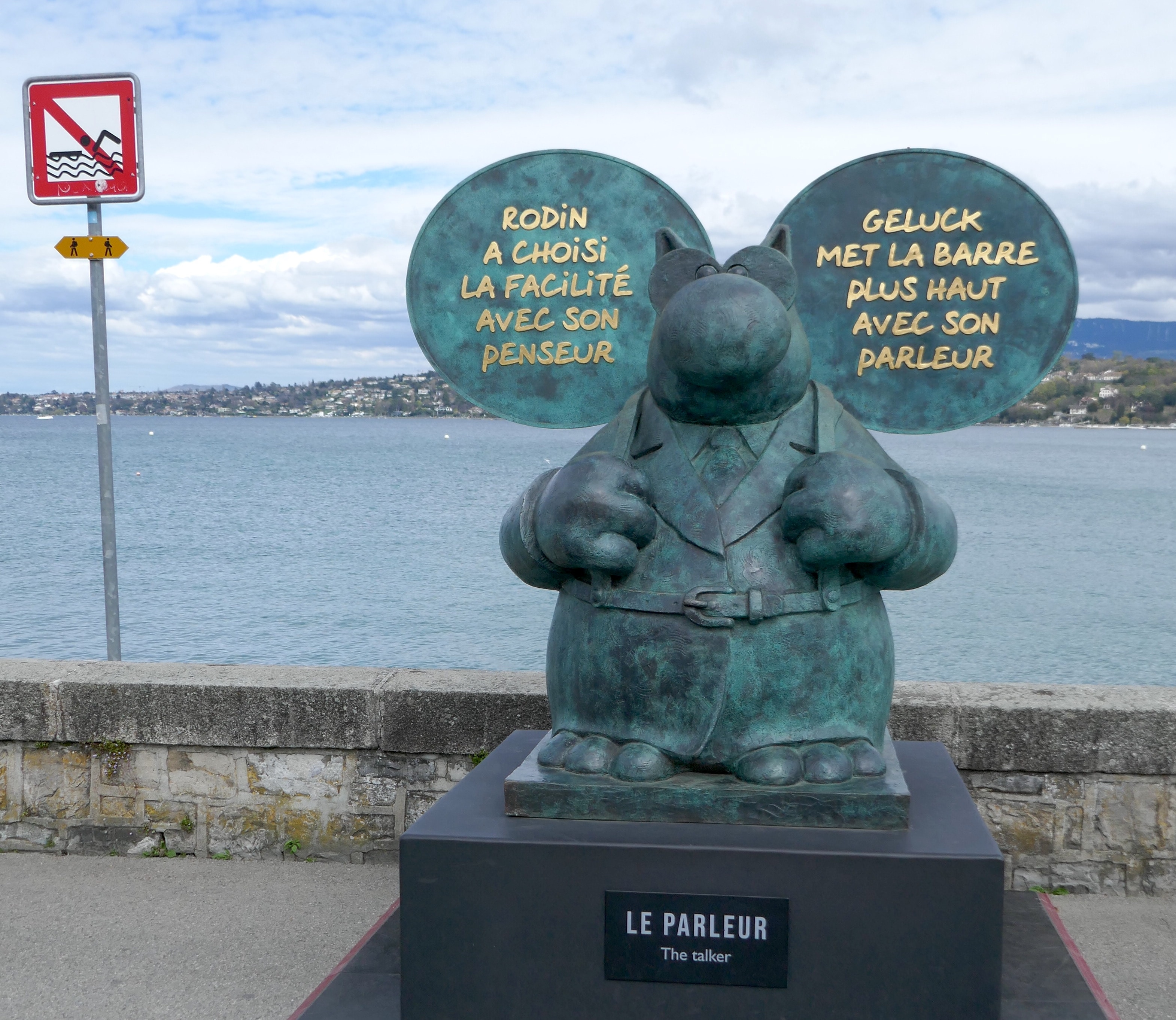
Une des 20 statues en bronze du Chat lors de l'exposition itinérante Le Chat déambule, ici à Genève, en 2022.

Cet anti-héros est un chat gris, aux oreilles pointues, au gros nez, à la bouche généralement indiscernable. Dans un strip, on découvre que le chat s'appelle Jean-Claude. Par anthropomorphisme, il se tient debout, est vêtu comme un homme, a des comportements typiquement humains (aller au bistro, conduire une voiture…), bien que sa nature féline s'exprime par moments (il chasse, mange et martyrise les souris) et s'adresse directement au lecteur. Le Chat, en tant qu'alter-ego de Geluck, prend souvent des positions politiques orientées à gauche voire à l'extrême-gauche, antimilitaristes, opposées au Front national, contre la religion et parfois altermondialistes[réf. souhaitée]. Bien que le Chat soit principalement seul lors de gags, il peut être accompagné par les personnages suivants (sont mentionnés ci-après les plus « récurrents ») :
- Sa femme : chatte qui change parfois d'apparence (parfois sous forme humaine), elle peut rester muette (quand le Chat lui parle ou nous en parle), mais aussi dialoguer avec ce dernier (en regardant la télé, avant d'aller dîner...).
- Ses neveux : ils changent souvent d'apparence, on peut difficilement les différencier des enfants du Chat quand ils ne sont explicitement nommés, ils font le plus souvent des misères à leur « oncle Chat ».
- Ses enfants : ils changent souvent d'apparence, ils acclament souvent leur père qu'ils adorent donc de manière non dissimulée. Le fils du Chat est le héros à part entière d'une série dérivée homonyme.
- Quelques souris : exploitées par Le Chat, souvent mangées ou martyrisées, ou plus rarement amies avec ce dernier.
- Roger : le barman, dont on ne voit jamais le visage, auquel le Chat commande toujours un muscadet ou un café. Roger est également le surnom de Geluck quand le chat l'évoque ou s'adresse à lui.
- Philippe Geluck : souvent représenté comme étant le père du Chat, parfois surnommé Roger par ce dernier.
- Son psychologue, à qui il fait partager ses élucubrations, que ce dernier n'écoute que distraitement.

Dans certains gags, le Chat n'apparaît pas du tout, on y voit parfois des caricatures (Shiva, Vénus de Milo, musulmans, Afghanes...), qui sont parfois des gravures partiellement redessinées par Geluck, et que de nombreux autres personnages peuvent dialoguer avec le Chat ou être mis en scène par ce dernier (ces personnages n'ont d'ailleurs le plus souvent aucun rapport avec le dit héros).
Dans les Encyclopédies universelles, ouvrages médicaux du Docteur G et Chroniques dérivées de la série, le Chat joue souvent un rôle secondaire au profit de nombreux autres personnages qui ne font généralement l'objet que d'un gag (rarement plus, même s'il arrive qu'une caricature soit réutilisée à plusieurs reprises) sans prendre pour autant la place de ce dernier.

## Style graphique du Chat

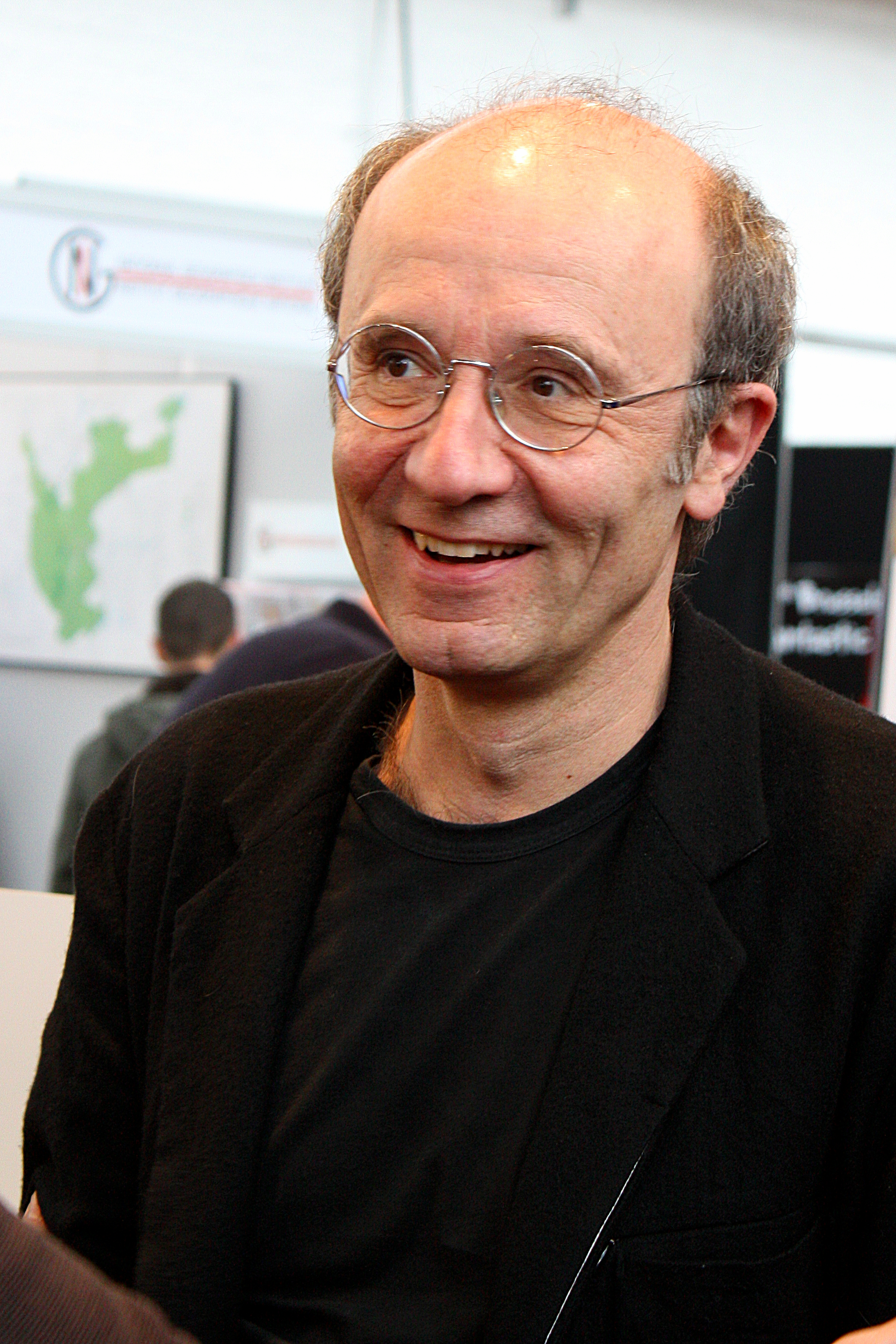
Philippe Geluck

Le style graphique de Philippe Geluck pour sa bande dessinée est toujours resté, malgré de légères évolutions, simple et efficace. Afin de servir le discours du Chat, lui-même succinct mais riche de contenu, le dessin est resté sobre et net. Les traits sont précis, d'égale épaisseur. Les couleurs sont en aplat mais restent variées, du jaune à l'orange pour aller parfois vers un vert sombre ou un violet profond ; il n'y a aucun effet de style particulier : son dessin pourrait être réalisé uniquement avec un ordinateur sans aucun problème. L'écriture est cependant manuscrite, elle n'est pas dactylographiée. De plus, l'auteur incorpore parfois dans ses dessins des images issues d'anciennes encyclopédies, qu'il retouche ensuite légèrement avec du dessin, dans un but bien entendu humoristique. L'effet visuel reste intéressant : le style extrêmement épuré du Chat mis à côté d'un dessin très travaillé d'une encyclopédie propose une confrontation plastique au service de l'humour.
En plus du style graphique même, Geluck fait dans la simplicité quant à la gestuelle du Chat : souvent représenté debout et immobile, sa bouche reste toujours fermée. La plupart du temps, il lève simplement un bras ou fait un geste simple ; quelques rares fois, l'auteur lui fait faire un mouvement plus rapide, comme courir, mais cela reste anecdotique. La représentation « type » du Chat est ainsi debout, de face, en levant la main gauche et particulièrement l'index, tout en s'adressant au lecteur. Enfin, ses habits restent la plupart du temps dans les mêmes tons : un pardessus fermé, de couleur parfois orange, verte, jaune, etc., avec une cravate à la couleur contrastée par rapport au reste des habits. On peut également noter que Le Chat n'utilise que rarement des chaussures.

## Albums

### Le Chat

#### Série régulière
En 80 pages :
1. Le Chat, Casterman, 1986
2. Le Retour du Chat, Casterman, 1988
3. La Vengeance du Chat, Casterman, 1989
4. Le Quatrième Chat, Casterman, 1991
5. Le Chat au Congo, Casterman, 1993
6. Ma langue au Chat, Casterman, 1995
7. Le Chat à Malibu, Casterman, 1997

Par la suite, les albums de 80 pages ont été réédités en 48 pages pour uniformiser la collection.
1. Le Chat, Casterman, 2001
2. Le Retour du Chat, Casterman, 2001
3. La Vengeance du Chat, Casterman, 2002
4. Le Quatrième Chat, Casterman, 2002
5. Le Chat au Congo, Casterman, 2003
6. Ma langue au Chat, Casterman, 2004
7. Le Chat à Malibu, Casterman, 2005
8. Le Chat 1999, 9999, Casterman, 1999
9. L'Avenir du Chat, Casterman, 1999
10. Le Chat est content, Casterman, 2000
11. L'Affaire le Chat, Casterman, 2001
12. Et vous, chat va ?, Casterman, 2003
13. Le Chat a encore frappé, Casterman, 2005
14. La Marque du Chat, Casterman, 2007
15. Une Vie de Chat, Casterman, 2008
16. Le Chat, Acte XVI, Casterman, 2010
17. Le Chat Erectus, Casterman, 2012
18. La Bible selon le Chat, Casterman, 2013, en coffret contenant 2 fascicules A5 (Livre premier et Livre second)
19. Le Chat passe à table, Casterman, 2014, en coffret contenant 2 fascicules A5 (Il n'y a pas un Chat et Le Chat est parti) plus un exemplaire de La Gazette du Chat (numéro 8 ?)
20. Le Chat fait des petits, Casterman, 2015, en coffret contenant 3 fascicules (Les Desseins du Chat en format A5, Prêchi-préchât et Le Scrabble du dimanche en format A6)
21. Chacun son chat, Casterman, 2017
22. La rumba du Chat, Casterman, 2019
23. Le Chat est parmi nous, Casterman, 2020
24. Le Chat déambule, Casterman, 2021
25. Le Chat et les 40 bougies, Casterman, 2023

#### Hors série
- Le Chat s'expose, Casterman, 2003
- Le Chat sonne toujours deux fois, Casterman, 2008
- La mathématique du Chat, Delagrave, 2008 avec Daniel Justens
- Peintures, Delagrave, 2009
- Le Chat quel cabot !, Télérama et Casterman, 2009
- L’Art et Le Chat (catalogue de l’exposition L’Art et Le Chat au Musée en Herbe), Casterman, 2016

#### Best of
1. Le meilleur du Chat, Casterman, 1994
2. L'excellent du Chat, Casterman, 1996
3. Le succulent du Chat, Casterman, 1999
4. Entrechats, Casterman, 1999
5. Le Top du Chat, Casterman, 2009
6. Le Chat pète le feu, Casterman, 2018

### Le Fils du Chat
avec Serge Dehaes :
1. Le portrait de papa, Casterman, 1998
2. Le soleil, Casterman, 1998
3. Rikiki, Casterman, 1998
4. Monsieur Casterman, Casterman, 1999
5. Mon papa Nöel, Casterman, 1999
6. Les vacances, Casterman, 2000
7. La surprise du chef, Casterman, 2000
8. Papa j'ai peur !, Casterman, 2001
9. 24 décembre, Casterman, 2001

### Encyclopédies universelles
- Un peu de tout, Casterman, 1992
- Made in Belgium, Casterman, 1994
- Le Petit Roger, Casterman, 1998

### Docteur G
1. Le Docteur G répond à vos questions, Casterman, 1990
2. Le Docteur G fait le point, Casterman, 1996
3. Cher Docteur G, Casterman, 2002

### Chroniques
- Oh toi le Belge, ta gueule !, Casterman, 2006
- Geluck se lâche, Casterman, 2009
- Geluck enfonce le clou, Casterman, 2011
- Geluck pète les plombs, Casterman, 2018

## Postérité

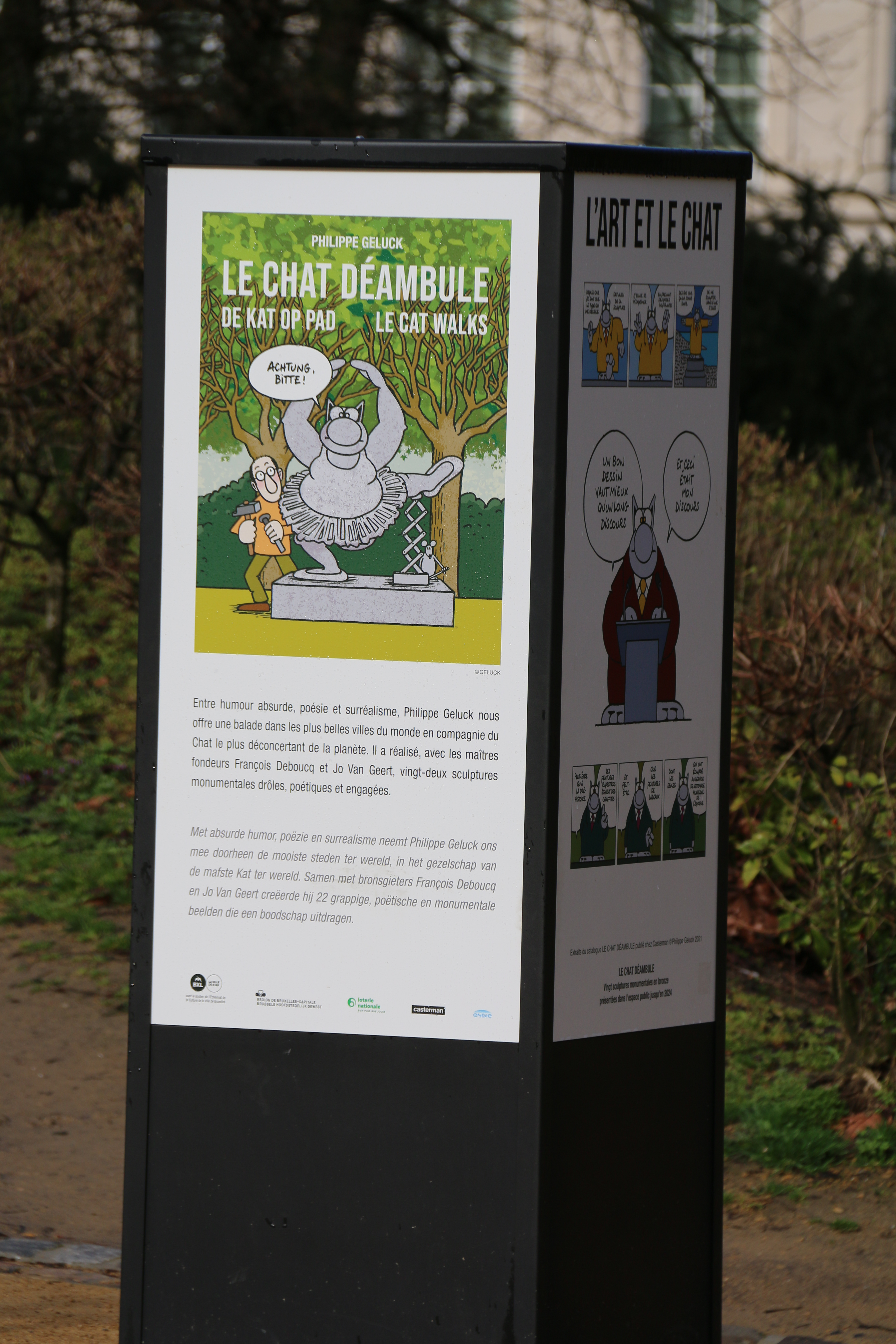
Borne d'information dans le Parc de Bruxelles (2023).

- Le 11 octobre 2008, Philippe Geluck a inauguré à Hotton (Belgique) une « Place du Chat », avec en son centre, une statue du personnage de la bande-dessinée[8].
- Philippe Geluck fait son entrée dans le Petit Larousse, édition 2011.
- À partir de 1994, la chocolaterie Galler propose des langues de chat qui sont l'expression créatrice de Philippe Geluck et Jean Galler (C’est mini, c’est mimi et Chat fait plaisir !)[9]. Cette collaboration prend fin en 2018.
- Depuis fin août 2010, une application mobile du Chat est disponible où on retrouve chaque jour un nouveau dessin du Chat, des news…[10]
- En 2014, la commune d'Etterbeek (Bruxelles, Belgique) inaugure la plus grande fresque BD du monde due à Philippe Geluck dans le quartier de La Chasse. Sur plus de 120 m, 24 strips géants embellissent les murs de la caserne Gérizet.
- En novembre 2018, Tout en BD annonce l'ouverture du Musée du Chat pour 2023[11].
- À partir du 24 octobre 2020, exposition Le Chat visite le musée Soulages au musée Soulages à Rodez, sous-titrée Le parcours du Chat de Geluck dans l'univers de Soulages[12].
- Novembre 2020, la chocolaterie belge Dolfin lance les caramels et le chocolat du Chat en collaboration avec Philippe Geluck.
- En novembre 2024, une sculpture représentant le Chat et figurant un hommage à l'œuvre de l'écrivain Frédéric Dard, ami de Philippe Geluck, est inaugurée dans le village natal de Dard, Saint-Chef, dans le département français de l'Isère[13].

Deux cases de la plus grande fresque BD du monde due à Philippe Geluck dans le quartier de La Chasse à Etterbeek (Bruxelles, Belgique). Sur plus de 120 m, 24 strips géants embellissent les murs de la caserne Gérizet :
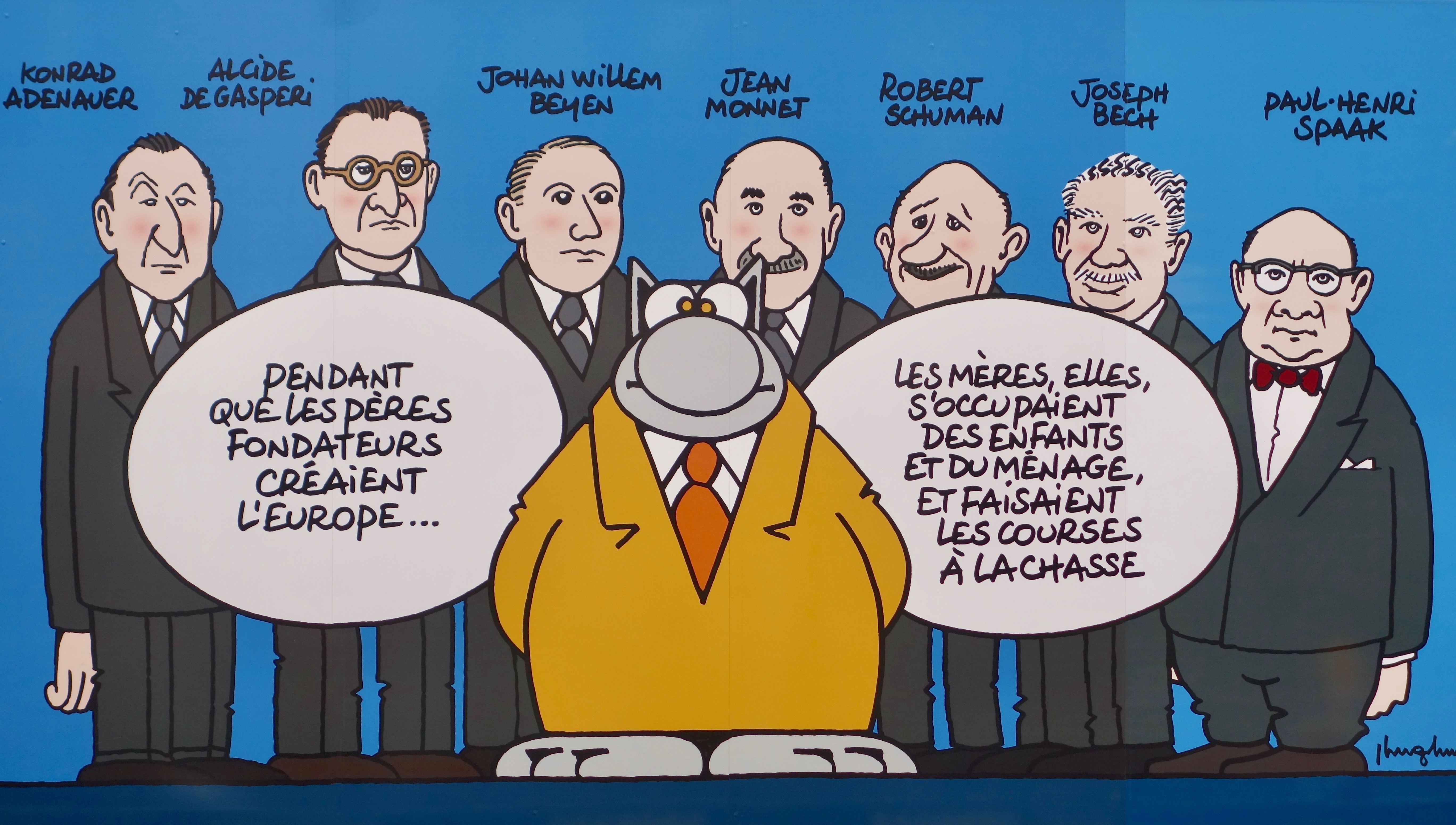
Les gags qui composent la fresque du Chat évoquent tant le caractère commerçant du quartier de la Chasse[14]...
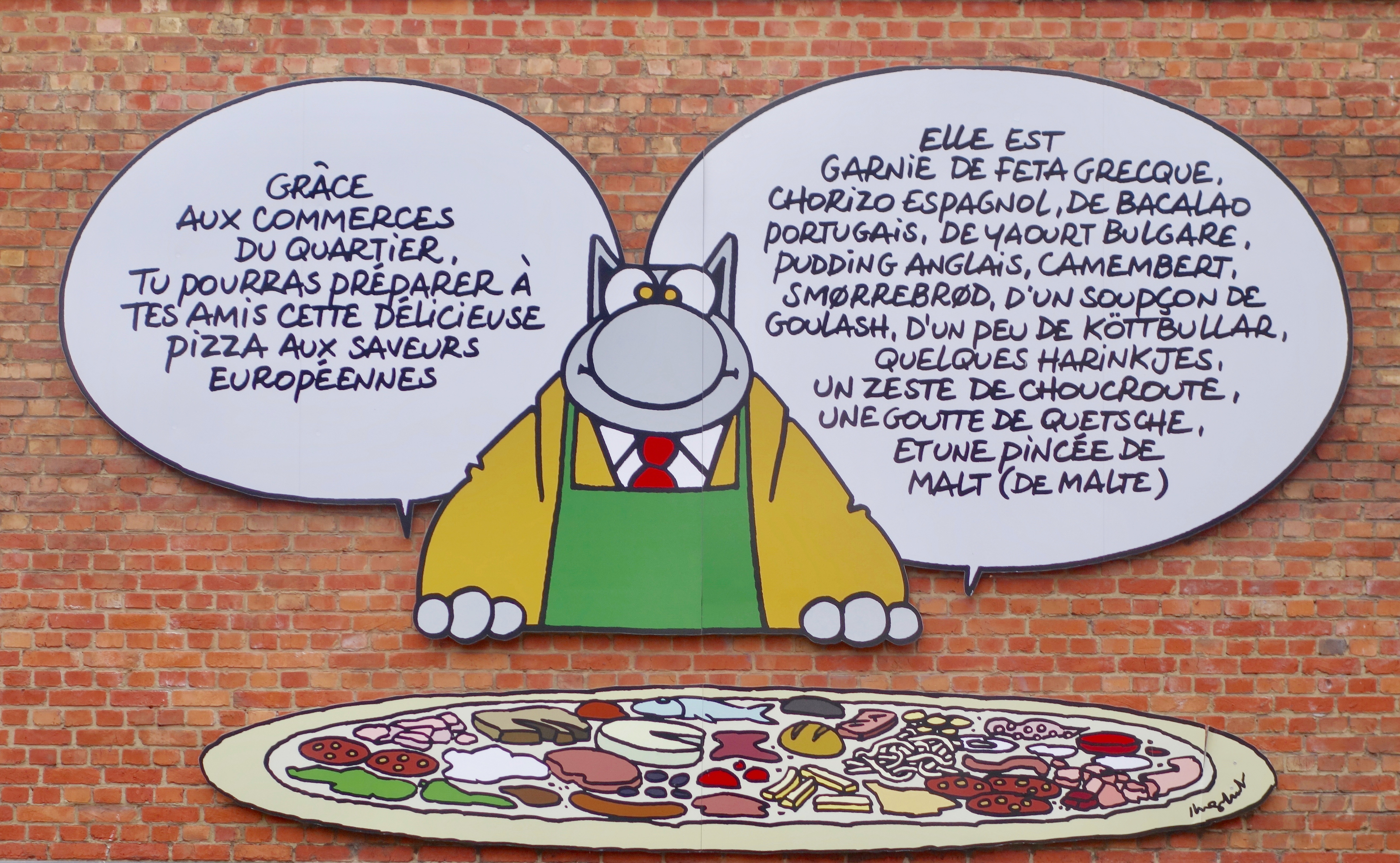
...que la capitale de l'Europe[15].

## Documentation
- Vincent Baudoux, Les Dessous du Chat, Le Hêtre pourpre, coll. « La Bibliothèque d'Alice », 1996.
- Pierre Sterckx, Le Chat s'expose : le catalogue, [Bruxelles/Paris] : Casterman, 2003. Catalogue de l'exposition de l'École nationale supérieure des beaux-arts de Paris du 28 octobre 2003 au 4 janvier 2004.